# فتحي المجبري
فتحي عبد الحفيظ المجبري هو سياسي ليبي من بنغازي استلم عدة مناصب منها وزير التعليم في حكومة السيد عبد الله الثني
كما استلم منصب نائب رئيس المجلس الرئاسي لحكومة الوفاق الوطني من 2016 إلى 2018 التي ترأسها فايز السراج مرشحا عن رئيس حرس المنشآت النفطية إبراهيم الجضران، كما عين في منصب الناطق الرسمي باسم المجلس الرئاسي.
استقال من المجلس في يوليو 2018، بعد التحقيق معه بتهمة الفساد. حاول فيما بعد تعيين نفسه رئيسًا للمؤسسة الوطنية للنفط، لكنه فشل.   

## حياته السياسية
عرف بمواقفه المتباينة، منها الموالية للجيش الوطني الليبي الذي شكل حديثا سنة 2014 بقيادة المشير خليفة حفتر الموالي لمجلس النواب الليبي بمدينة طبرق وقبلها المناصرة للحراك البرقاوي وقوته العسكرية بقيادة إبراهيم الجضران.